# 1851 no desporto

## Eventos

### Xadrez
- 26 de maio - Ocorre o Torneio de xadrez de Londres de 1851, a primeira competição internacional no xadrez.[1]